# Русское (озеро, Псковская область)
Русское — озеро в муниципальном образовании «Полистовское» Бежаницкого района Псковской области, недалеко от границы с Новгородской областью. Расположено на территории Полистовского заповедника.
Площадь — 4,2 км² (420,0 га). Максимальная глубина — 5,5 м, средняя глубина — 3,5 м. Высота нум 95 м.
Проточное. Относится к бассейну реки Порусья, притока реки Полисть, которая, в свою очередь, относится к бассейну реки Ловать. С ними связано через болото, прямой связи водотоком не имеет. Ближайший населённый пункт — деревня Ратча (нежилая) — находится в 2,5 км к западу от озера.
Ихтиологический тип озера: окуневый. Массовые виды рыб: окунь, вьюн, ёрш.
Для озера характерны: торфяно-илистое дно, сплавины; полностью окружено болотом.
Юго-восточного берега озера касается Псковско-Новгородская граница.
В 1986 году издательство «Современник» выпустило книгу новгородского писателя Марка Кострова «Русское озеро. Очерки, рассказы.».